# ExoMars Trace Gas Orbiter
ExoMars Trace Gas Orbiter (TGO hoặc ExoMars Orbiter) là một dự án hợp tác giữa Cơ quan Vũ trụ châu Âu (ESA) và Roscosmos đã gửi một tàu vũ trụ quỹ đạo nghiên cứu khí quyển và tàu hạ cánh Schiaparelli đến sao Hỏa vào năm 2016 như một phần của chương trình ExoMars do Cơ quan Vũ trụ châu Âu lãnh đạo thực hiện.
The Trace Gas Orbiter đã đẩy tàu hạ cánh Schiaparelli xuống bề mặt vào ngày 16 tháng 10 năm 2016, nhưng tàu này bị rơi vỡ trên bề mặt sao Hỏa.
Tàu quỹ đạo bắt đầu giảm tốc tháng 3 năm 2017 để giảm chu kỳ quỹ đạo ban đầu của nó xuống 200 x 98.000 km (120 x 60,890 dặm). kết thúc vào ngày 20 tháng 2 năm 2018 khi một lần giảm tốc cuối cùng đưa tàu vào trong một quỹ đạo 200 x 1.050 km (120 x 650 mi). Các lần khởi động tên lửa giảm tốc thêm được thực hiện mỗi vài ngày đã điều chỉnh quỹ đạo thành hình tròn "khoa học" với bán kính 400 km (250 dặm) vào ngày 9 tháng 4 năm 2018.
Mục tiêu chính của dự án là để hiểu rõ hơn về mêtan và các loại khí khác có trong bầu khí quyển sao Hỏa có thể là bằng chứng cho hoạt động sinh học có thể đã xảy ra. Chương trình này sẽ được tiếp tục với Nền tảng Khoa học Bề mặt (Surface Science Platform) và tàu tự hành ExoMars vào năm 2020, [12] mà sẽ tìm kiếm các phân tử sinh học và chữ ký sinh học; TGO sẽ hoạt động như một liên kết truyền thông cho xe tự hành ExoMars 2020 và Surface Science Platform, mục đích cung cấp thông tin liên lạc với Trái Đất cho các tàu thăm dò bề mặt sao Hỏa khác.